# Peter Firth
Peter Macintosh Firth, född 27 oktober 1953 i Bradford i West Yorkshire, är en brittisk skådespelare.
Firth är bland annat känd för sin roll som Harry Pearce i BBC-serien Spooks.

## Filmografi i urval
- 1972 – Broder Sol och syster Måne
- 1976 – Helvetet i skyn
- 1977 – Equus - hästen
- 1977 – Joseph Andrews
- 1979 – Tess
- 1981 - Tristan and Isolde (alt. titel Fire and Sword)
- 1984 - Legenden om den gröne riddaren (röst)
- 1986 - Northanger Abbey
- 1990 - Jakten på Röd Oktober
- 1990 - Bernard och Bianca i Australien (röst)
- 1993 – Shadowlands
- 1997 - Amistad
- 1998 - Joe - jättegorillan
- 2001 - Pearl Harbor
- 2002-2011 - Spooks (TV-serie)
- 2005 - The Greatest Game Ever Played
- 2006 - Romerska rikets uppgång och fall
- 2015 - Spooks: The Greater Good
- 2015-2016 - I Dickens magiska värld (TV-serie)
- 2016 - Risen
- 2016 - Victoria (TV-serie)

## Teater

### Roller
| År   | Roll                    | Produktion            | Regi       | Teater                            |
| ---- | ----------------------- | --------------------- | ---------- | --------------------------------- |
| 1981 | Wolfgang Amadeus Mozart | Amadeus Peter Shaffer | Peter Hall | Broadhurst Theatre, New York, USA |